# La Tallada d’Empordà
La Tallada d'Empordà – gmina w Hiszpanii, w prowincji Girona, w Katalonii, o powierzchni 16,75 km². W 2011 roku gmina liczyła 459 mieszkańców.